# Симнель (торт)
Симнель или симнел (англ. simnel cake) — это лёгкий кекс или торт, который ели в предпасхальный период в Великобритании, Ирландии и некоторых других странах, позже он стал традиционным пирогом на Пасхальное воскресенье. Он состоит из двух слоёв миндальной пасты или марципана, один посередине и один сверху. Верхний слой покрыт ободком из «яиц» из той же пасты и слегка подрумянивается под огнём. Первоначально его готовили в четвёртое воскресенье Великого поста, также известное как Laetare, на Воскресный завтрак, материнское воскресенье, в воскресенье пяти хлебов или Simnel Sunday — собственно, и названное в честь торта. В то время как популярность этого торта в течение XX века пошла на убыль, в начале XXI века он заметно возродился, что в значительной степени связано с популяризацией его со стороны ряда выдающихся кондитеров.
Обычно для украшения торта используют 11, а иногда и 12 марципановых шариков. Согласно легенде, шарики представляют двенадцать апостолов, за вычетом Иуды или Иисуса и двенадцать апостолов, за исключением Иуды. Раннее упоминание об украшении марципановыми шариками появляется в «Pot-Luck Cookery» Мэя Байрона, более ранние варианты были иногда украшены зубчиками.

## Ингредиенты
Торт Симнель — это лёгкий кекс, который обычно готовят из белой муки, сахара, масла, яиц, ароматных специй, сухофруктов, цедры и цукатов. Иногда в тесто для торта или в миндальную пасту добавляют воду из цветков апельсина или бренди. В большинстве современных версий марципановая или миндальная паста используется в качестве начинки для торта. Слой укладывается в середину смеси перед приготовлением торта, и она также используется как украшение сверху. Рекомендуется использовать несколько слоев пергамента для выпечки, чтобы выровнять форму, а иногда и обернуть коричной бумагой снаружи, чтобы марципан не подгорел. Для приготовления большинства рецептов требуется не менее 90 минут, пока торт не станет пружинистым. Остывает симнел в форме для выпечки.

## История
Торты Симнель известны, по крайней мере, со времен средневековья. Рецепты того времени предполагали, что хлеб сначала варили. Этот метод привел к появлению мифа, имеющего место по крайней мере с 1745 года до 1930-х годов: некая пара Саймон и Нелли поссорились, делая Симнель. Один хотел его сварить, другой испечь, и, побив друг друга различными домашними принадлежностями, они выбрали способ, который использует обе техники приготовления.
Кекс или торт Симнель часто ассоциируются с материнским воскресеньем, также известным как Симнель-воскресенье. По словам историка Рональда Хаттона, в Глостершире и Вустершире 17-го века существовал обычай, когда подмастерья и домашняя прислуга отправлялись домой навестить своих матерей в Материнское воскресенье, проверяя, что их семьи были здоровы, и брали с собой еду или деньги. Это было время года, когда еды было немного, а калорийный пирог был хорошим питательным угощением. Позднее торт стал просто куличом на Пасху. Значение слова «simnel» неясно: в 1226 году есть ссылка на «хлеб, превращенный в simnel», который понимается как лучший белый хлеб от латинского simila — «мелкая мука» (от которого также происходит английское semolina — «манная крупа»).
Средневековый грамматик Джон Гарланд (John of Garland) считал, что слово было эквивалентно древнегреческому placenta cake, многослойной выпечке, с начинкой из смеси сыра и мёда, приправленной лавровым листом, покрытой мёдом.
Популярная легенда приписывает изобретение пасхального кекса претенденту на английский престол, самозванцу Ламберту Симнелу; однако упоминания о торте были зарегистрированы примерно за 200 лет до его рождения. В разных городах были свои рецепты и формы торта Симнель. В городах Бери, Девайзес и Шрусбери придумали большое количество своих рецептов торта, но именно версия Шрусбери стала самой популярной и хорошо известной. Иллюстрация из «Книги дней Чемберса» 1869 года подписана: «В Шропшире и Херефордшире, особенно в Шрусбери, есть старый обычай печь во время Великого поста и Пасхи, а также на Рождество, особые роскошные торты, которые называются Simnel Cakes. Это пирожные, корка которых сделана из муки мелкого помола и воды, с достаточным количеством шафрана, чтобы придать ему темно-желтый цвет, а внутренняя часть наполнена массой насыщенного сливового торта с большим количеством цукатов из цедры лимона и другими деликатесами. Они сделаны очень густыми; их заматывают в ткань и кипятят несколько часов, после чего смазывают яйцом, а затем запекают. Готовая к продаже корочка такая твердая, как будто сделанная из дерева, …… сопровождающая гравюра изображает большие и маленькие кексы, которые сейчас продаются в Шрусбери, употребление этих тортов, очевидно, относится к глубокой древности».

## Галерея

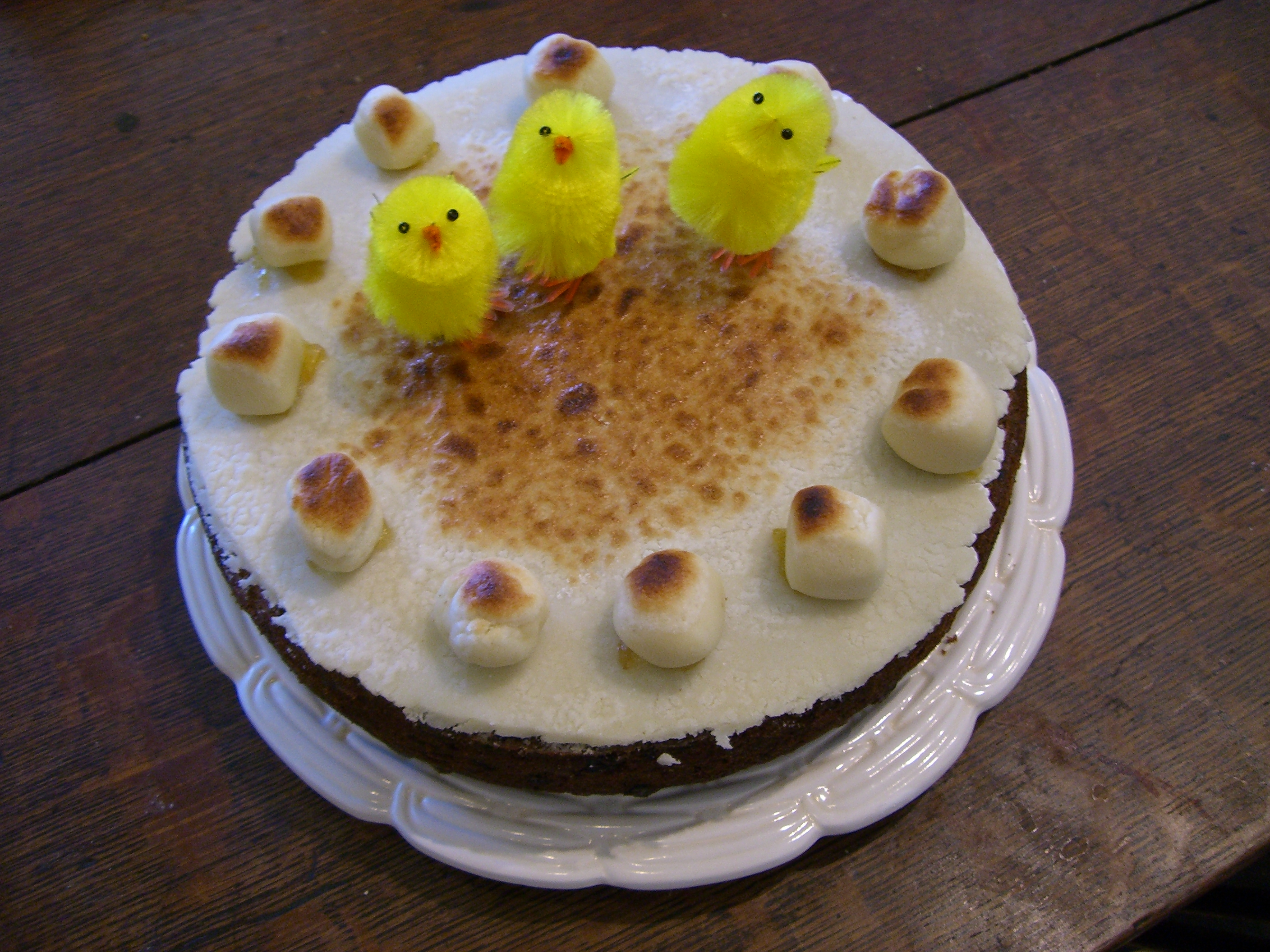
Английский пасхальный симнел, украшенный пасхальными цыплятами
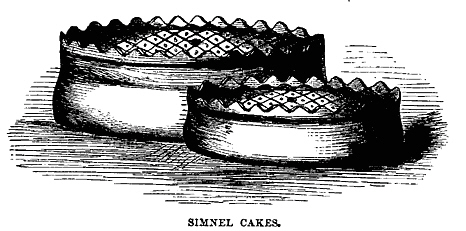
Торт симнел из Шрусбери с запечённым верхом и зубчатым орнаментом, 1869 год
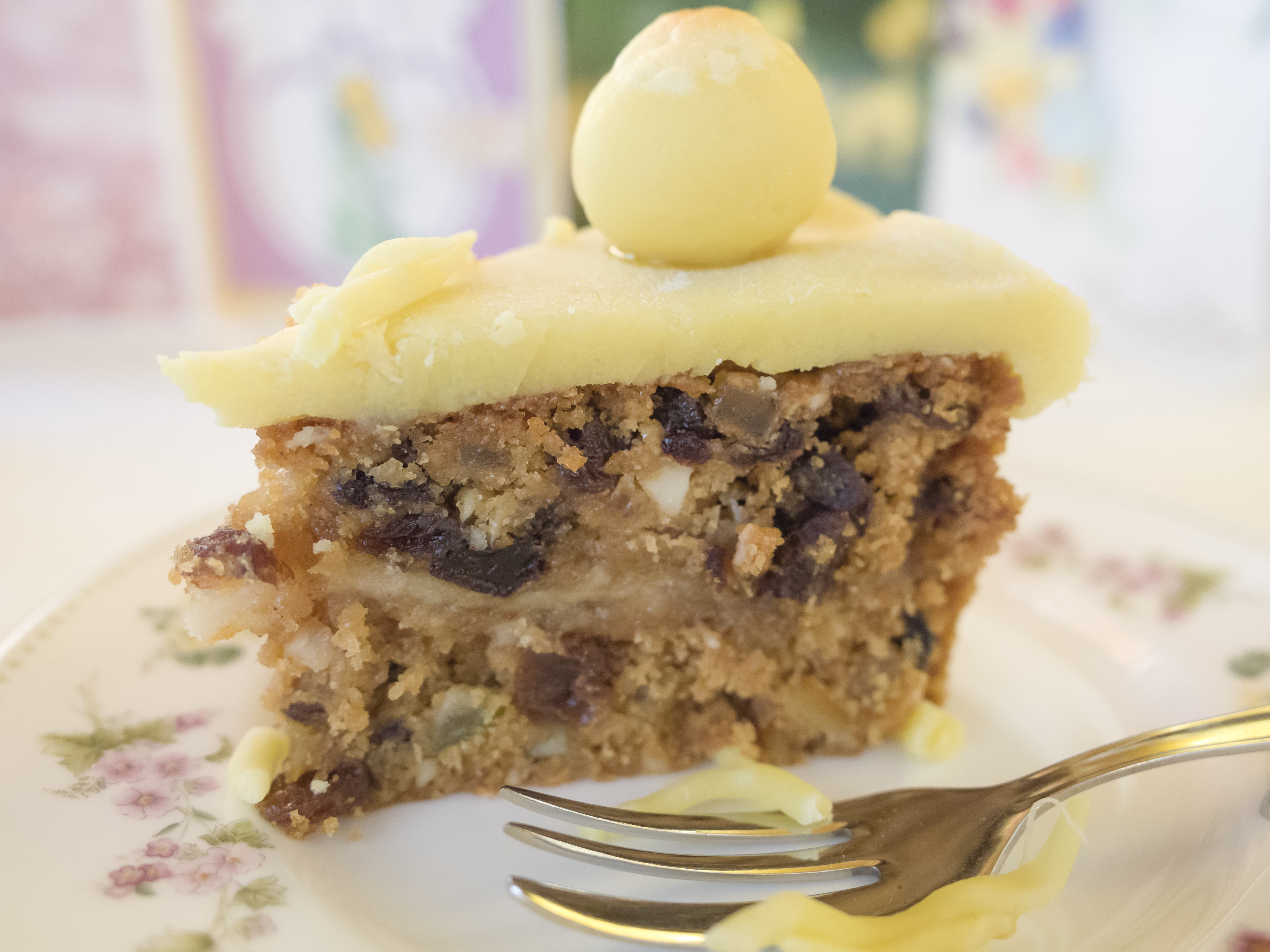
Ломтик симнела